# Simkent
Simkent (Шымкент/Şımkent/شىمكەنت), korábbi nevén 1993 előtt Csimkent (Чимкент/چىمكېنت, oroszul Чимкент') Kazahsztán harmadik legnagyobb városa, 629 600 fős lakosságával (2011).  Az ország legsűrűbben lakott régiója, a Türkisztáni területen fekszik, attól közigazgatásilag független. A város fontos közlekedési csomópont a Turkesztán–Szibéria vasútvonalon, egyben jelentős kulturális központ. Repülőtere a simkenti nemzetközi repülőtér. A város Almatitól 690 km-re nyugatra, az üzbegisztáni Taskenttől 120 km-re északra fekszik.

## Története
Simkentet a 12. században alapították karavánszerájként, hogy védjék a Selyemúton fekvő Szajram városát, amely tíz kilométerre keletre feküdt tőle. Simkent a nomád törökök és a letelepedett szogdok közti kereskedelem egyik központjává vált. Többször is elpusztították, többek közt Dzsingisz kán csapatai, a déli kánságok seregei és nomádok is. A 19. század elején a kokandi kánság része lett. 1864-ben az oroszok foglalták el. 1914-ben a Csernajev, 1924-ben a Simkent nevet kapta. Az orosz hódítás után a nomád és a letelepedett törökök közti kereskedelem zajlott a városban, mely híres volt kumiszáról.
Simkent közelében gulág is volt, és sok orosz anyanyelvű ember fogolyként érkezett a területre.
A Csimkent név két üzbég szóból ered: a csim pázsitot jelent, a kent vagy kand pedig várost, így „fűben lévő város” a jelentése. Miután Kazahsztán elnyerte függetlenségét a Szovjetuniótól, a várost 1993-ban átnevezték, a kormány által indított mozgalom keretén belül, melynek célja az volt, hogy a városoknak kazah neve legyen. Az ország alkotmányában is szereplő írásmódja, a Шымкент (Simkent) szembemegy az eredeti üzbég helyesírási szabállyal, mely szerint sosem következik ы a ш után; emiatt az új, Simkent nevet a cirill betűt használó országok közül csak Kazahsztán használja, a többiek továbbra is Чимкент (Csimkent) formában írják a város nevét.
2015 januárjában Simkent kérelmezte az UNESCO-tól, hogy ismerjék el ősi városként.

## Éghajlat
Simkent a mediterrán és a száraz kontinentális éghajlat határán fekszik. A nyár forró, viszonylag száraz, a tél hideg, de érezhetően melegebb, mint az olyan, északabbra fekvő városokban, mint Almati és Asztana. A leghidegebb hónap, a január középhőmérséklete -1 fok körül van, az éves csapadék kicsivel 600 mm alatti.

## Népesség

### Népességváltozás
| Lakosok száma | 854 500 | 885 799 | 912 300 | 951 605 | 1 038 152 | 1 074 167 | 1 184 113 | 1 191 877 |
|               | 2014    | 2016    | 2017    | 2018    | 2020      | 2021      | 2022      | 2023      |

### Etnikumok
Főbb etnikumok:
- Kazahok 64,76%
- Oroszok 14,52%
- Üzbégek 13,70%
- Tatárok 1,54%
- Egyéb: 5,48% (ukránok 0,54%, koreaiak 1,00%)

## Gazdaság
A városban korábban az ólombányászat volt jelentős, a gazdasági fejlődés az 1930-as években indult meg. 1934-ben vagy 1938-ban ólomolvasztó kemence épült Simkentben, amely a Szovjetunió nagy részét ellátta ólommal, rézzel és más fémekkel, többek közt innen származott a Vörös hadsereg töltényeinek háromnegyede. Az olvasztás 2008-ig zajlott, és hatalmas talajszennyezéssel (ólom, kadmium) járt. 2010-ben viták közepette rövid ideig újraindította egy, az Egyesült Királyságban bejegyzett cég, a Kazakhmys. A városban cinkfinomítás, valamint karakuljuhgyapjú feldolgozása zajlik, textil-, élelmiszer- és gyógyszeripara is van, valamint egy közepes méretű olajfinomító, melynek tulajdonosa és üzemeltetője a PetroKazakhstan.

## Sport
- FC Ordabasy futballcsapat
- BIIK Kazygurt női futballcsapat
- A városi sportiskolában kezdte pályafutását Nelli Kim koreai–tatár származású tornásznő, aki 1976 és 1980 között világversenyeken 12 aranyérmet nyert (5-5 olimpiai és vb-, illetve 2 eb-cím).

## A popkultúrában
A Command & Conquer: Generals számítógépes játékban szerepel a város.

## Testvérvárosok
| Város     | Ország             |
| --------- | ------------------ |
| Stevenage | Egyesült Királyság |
| İzmir     | Törökország        |
| Adana     | Törökország        |
| Mahiljov  | Belarusz           |
| Grosseto  | Olaszország        |
| Pattaja   | Thaiföld           |
| Hudzsand  | Tádzsikisztán      |

## Galéria

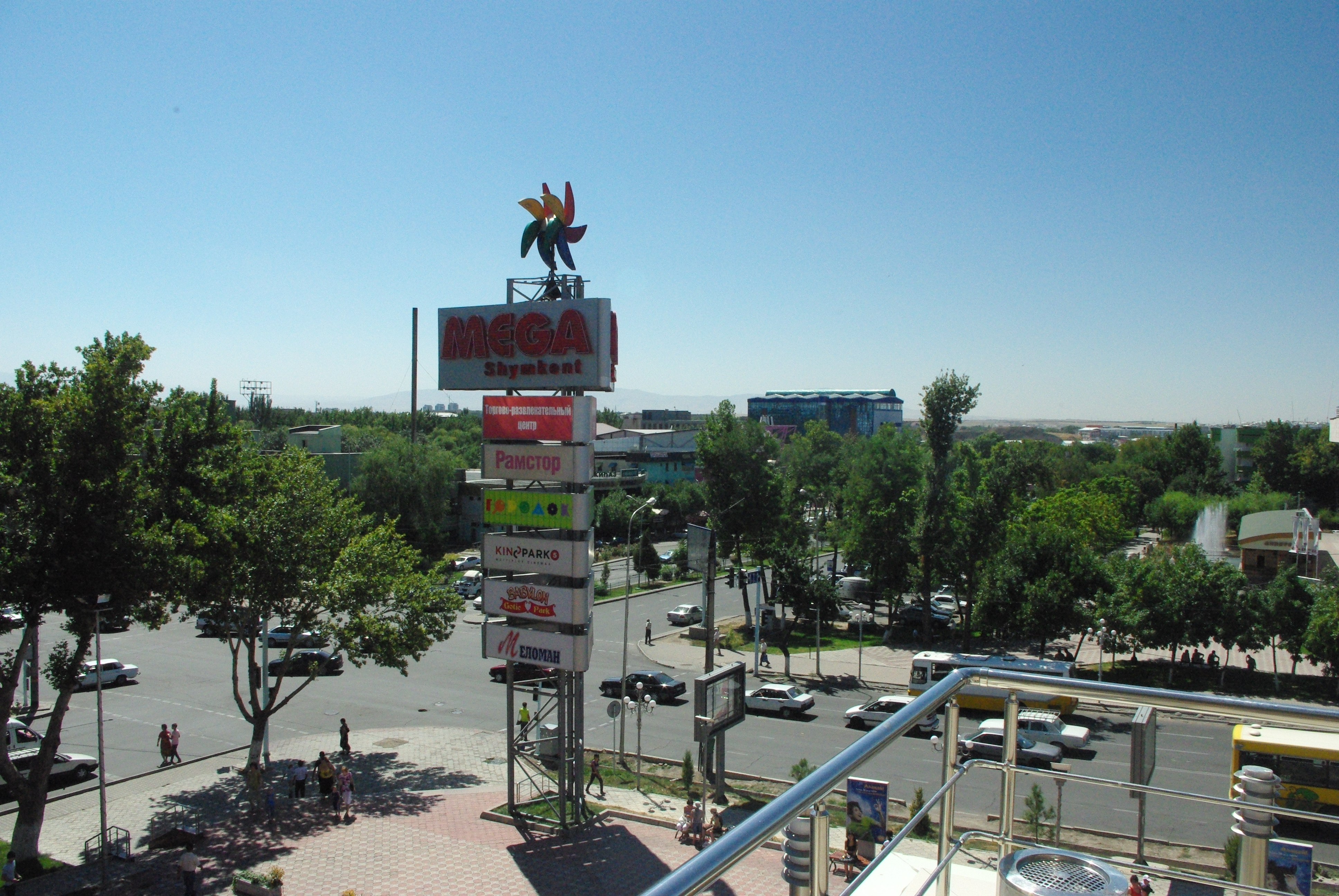
A Tauke-khan sugárút és a Kunaev körút kereszteződése a Mega Center Shymkent bevásárlóközpont felől
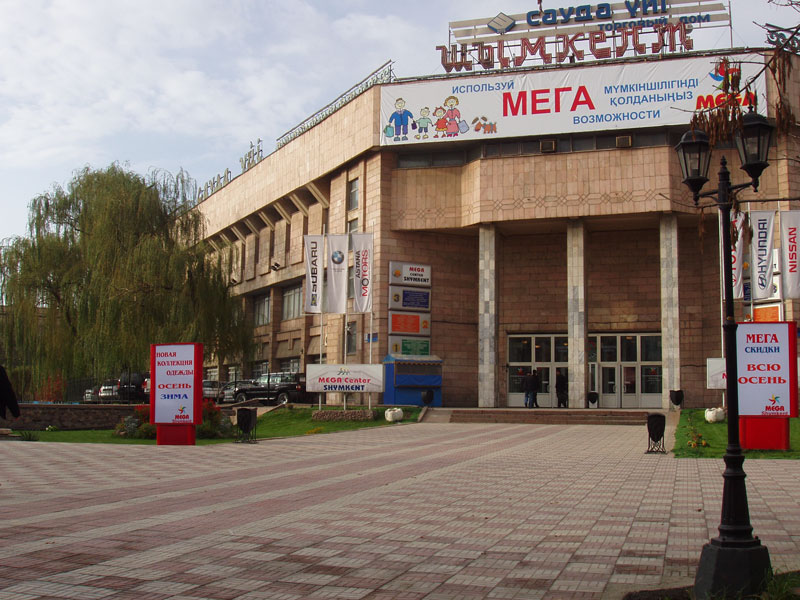
A ЦУМ szovjet-orosz stílusú bevásárlóközpont
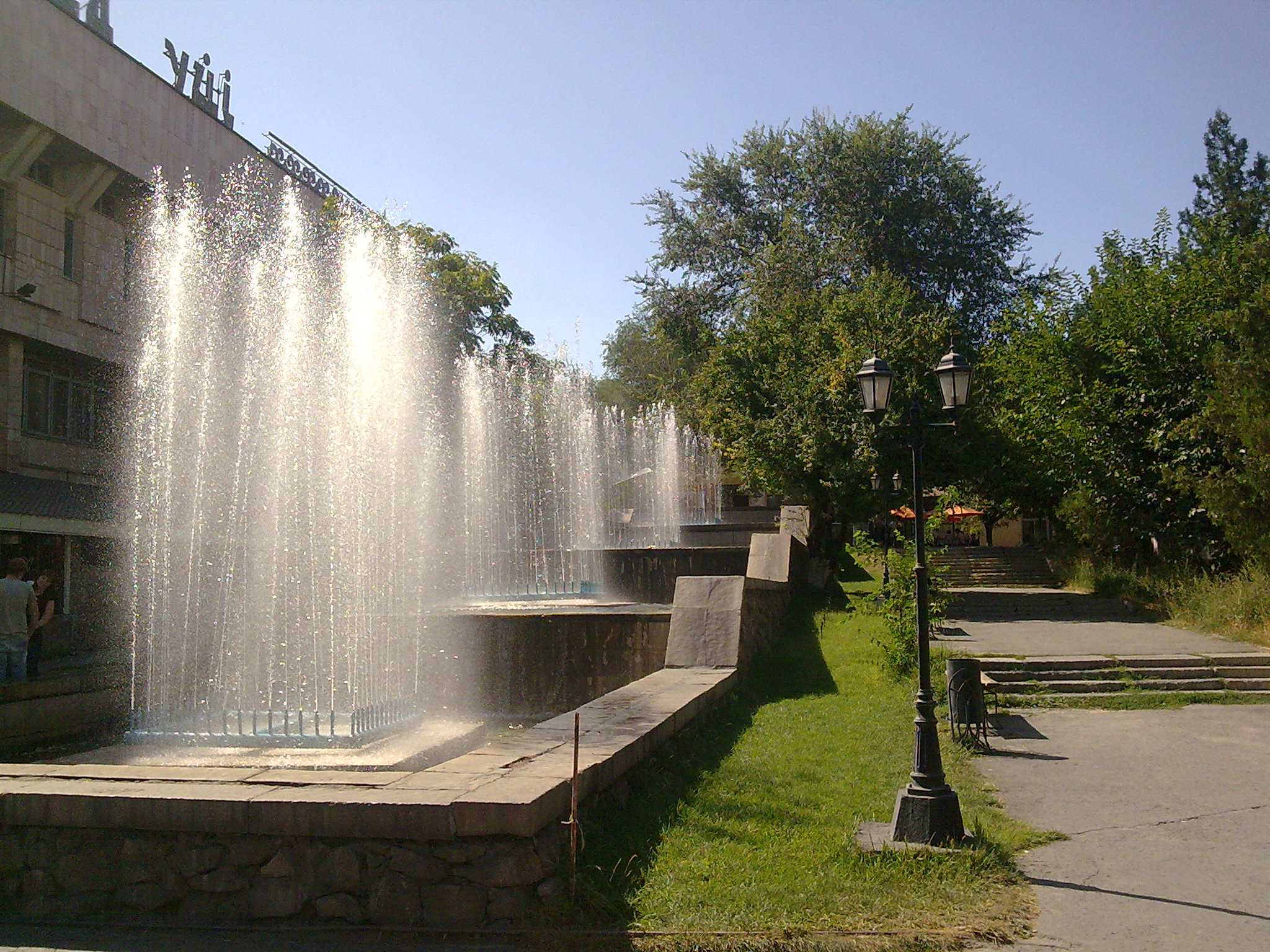
Szökőkutak a bevásárlóközpontnál
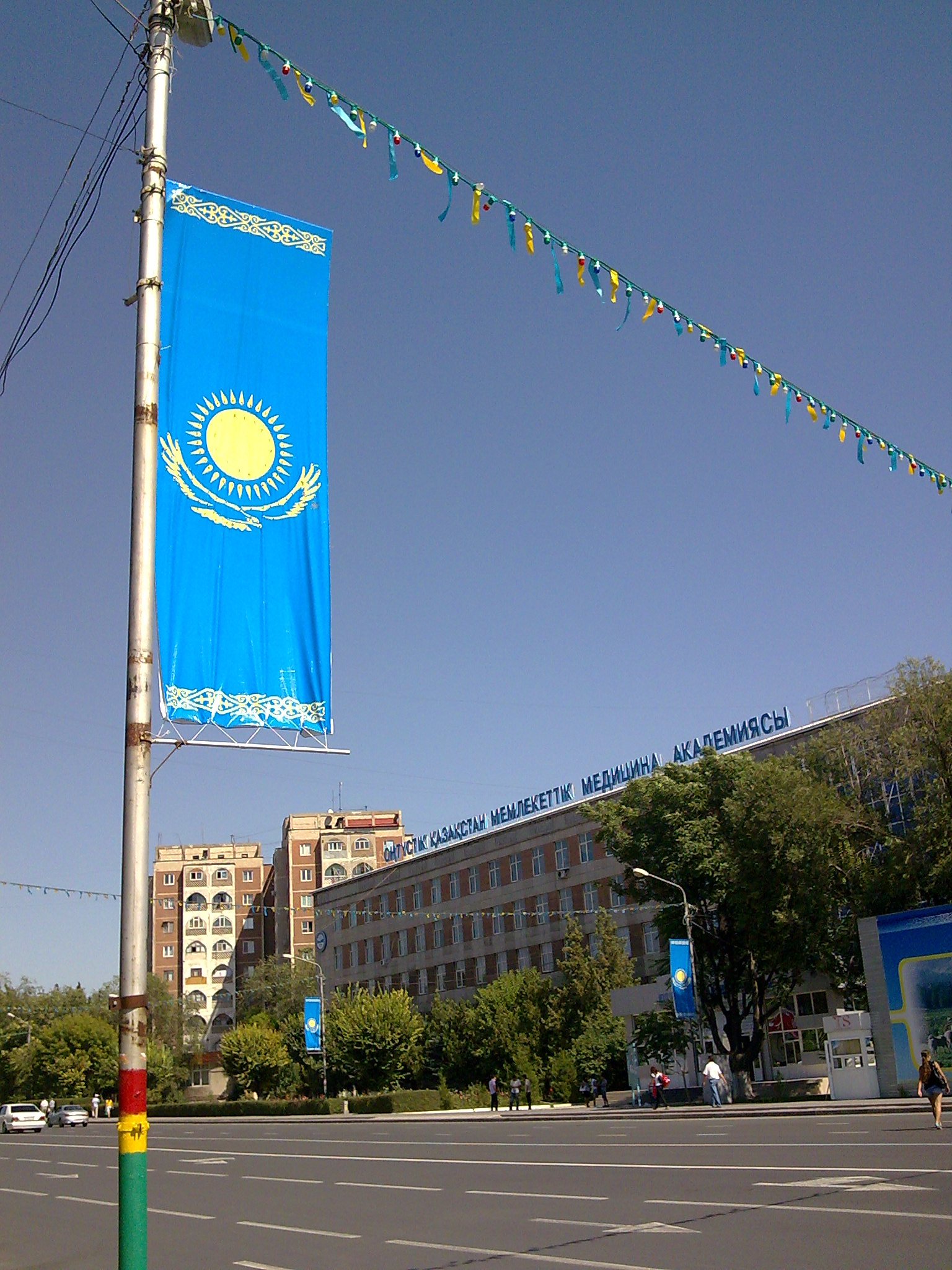
Al-Farabi u., Orvosi Akadémia
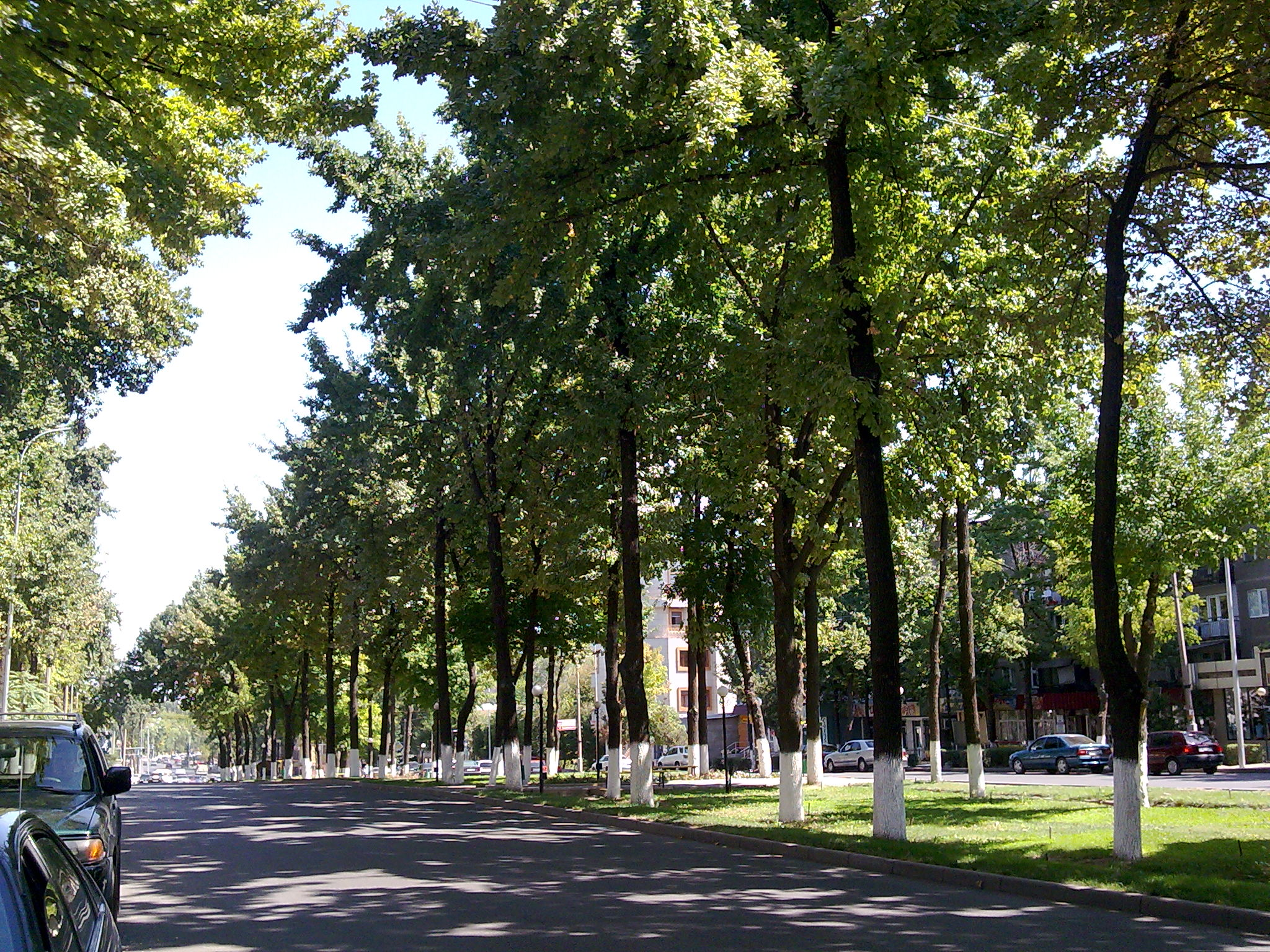
Turkestan u. (улица Туркестанская)
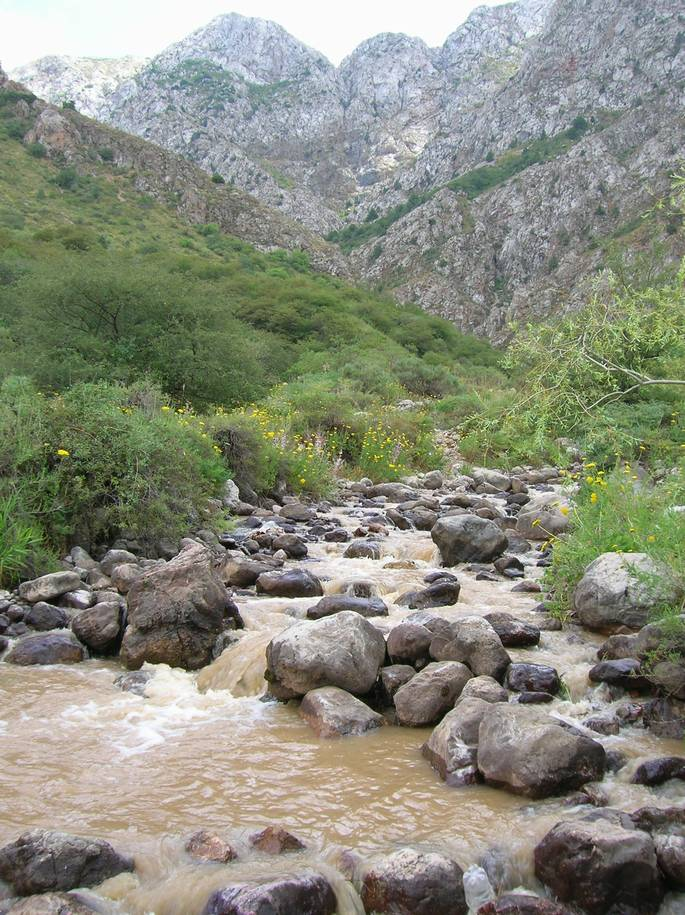
Hegyek Simkent körül

## Fordítás
- Ez a szócikk részben vagy egészben  a   Shymkent című angol Wikipédia-szócikk ezen változatának fordításán alapul.  Az eredeti cikk szerkesztőit annak laptörténete sorolja fel. Ez a jelzés csupán a megfogalmazás eredetét és a szerzői jogokat jelzi, nem szolgál a cikkben szereplő információk forrásmegjelöléseként.

## Külső hivatkozások
- shymkent.com
- shymkent.ru
- shymkentonline.com
- chimkent.kz
- shymkent.kz